# Keekihime
Keekihime (ケーキ姫 Kēkihime, sinh ngày 20 tháng 7 năm 1995), trước đây biết đến là Keekihime Yuumi (ケーキ姫☆優海 Kēkihime Yūmi), là một YouTuber, ca sĩ và cosplayer người Áo. Năm 2010, Keekihime bắt đầu đăng tải các đoạn nhảy cover và phát trực tiếp trên website Niconico của Nhật Bản (lúc đó là Nico Nico Douga). Cô còn là thành viên nhóm nhạc nữ Nhật Bản Tone Jewel từ năm 2012 đến 2013.

## Đầu đời
Keekihime trở nên quan tâm đến văn hóa Nhật Bản sau khi chơi trò chơi điện tử Tales of Symphonia, món quà cô được tặng trong dịp Lễ Giáng Sinh. Thời điểm đó, cô hâm mộ anime và manga Nhật Bản, với loạt manga đầu tiên của cô là Minami-ke, cũng như các ca sĩ thần tượng Nhật Bản, đặc biệt là Hello! Project. Keekihime bắt đầu quan tâm đến Nico Nico Douga sau khi theo dõi các video nhảy cover trên website. Ngoài tiếng Đức mẹ đẻ, Keekihime còn thông thạo tiếng Anh và tiếng Nhật, cô tin mình phát âm lưu loát là do phát trực tiếp trên Nico Nico Douga. Keekihime theo học trường ngoại ngữ để học tiếng Latinh.

## Sự nghiệp
Lúc Keekihime 14 tuổi, cô đăng tải video đầu tiên trên Nico Nico Douga vào ngày 1 tháng 1 năm 2010. Tên người dùng của Keekihime có nghĩa là "công chúa bánh ngọt" trong tiếng Nhật, bắt nguồn từ tình yêu bánh ngọt của cô và mơ ước trở thành nàng công chúa. Keekihime sau đó đăng tải các đoạn nhảy cover trên website, cũng như phát trực tiếp hàng ngày bằng tiếng Nhật. Cô cho biết có khoảng 1.000 đến 3.000 khán giả theo dõi mỗi lần phát trực tiếp và lúc đó, cô là người phát trực tiếp không phải người Nhật Bản duy nhất trên Nico Douga. Keekihime cho biết mình thông thạo tiếng Nhật trong một năm nhờ phát trực tiếp mỗi ngày.
Năm 15 tuổi, Keekihime đăng ký trở thành ca sĩ qua một buổi thử giọng trực tuyến do Victor Entertainment tổ chức và trải qua 3 tháng đào tạo tại Nhật Bản. Sau đó cô được đề nghị cùng với hai cô gái khác ra mắt với tư cách là nhóm nhạc nữ Tone Jewel, được quảng bá là bộ ba nữ sinh trung học "hardcore otaku". Nhóm ra mắt vào ngày 22 tháng 8 năm 2012. Keekihime là thành viên cho đến cuối năm 2013, Keekihime rời đi vì vấn đề thị thực khiến cô bị hạn chế biểu diễn.
Sau khi trở về Áo, Keekihime làm lễ tân khách sạn. Trong thời gian này, cô tiếp tục phát trực tiếp và bắt đầu phát hành nhạc độc lập qua TuneCore với vai trò là thần tượng mạng. Album solo đầu tay của cô Sweet Tooth phát hành vào năm 2018. Ngoài ra, cô còn cosplay tại các sự kiện như Tokyo Game Show 2017, Comiket 94, và Tokyo Game Show 2018.
Năm 2020, Keekihime làm phiên dịch cho công ty tư vấn dữ liệu Nhật Bản Classmethod. Sau đó cô trở thành diễn viên lồng tiếng và cosplay linh vật Mesoko của công ty.